# Elisha Dyer
Elisha Dyer, född 20 juli 1811, död 17 maj 1890, var en amerikansk politiker och guvernör i Rhode Island.

## Tidigt liv
Dyer föddes i Providence, Rhode Island. Han avlade examen vid Brown University. När han hade slutfört sina studier arbetade han i sin fars handelsverksamhet.

## Politisk karriär
Dyer var medlem av Republikanerna. Han valdes till högste befälhavare över Rhode Islands militära styrkor (Adjutant General of Rhode Island) år 1840. Han innehade denna position i fem år. Därefter tjänstgjorde han i Providences skolstyrelse i över ett decennium.
Han var guvernör i Rhode Island från 26 maj 1857, då han efterträdde William W. Hoppin, och tjänstgjorde till den 31 maj 1859, då han efterträddes av republikanen Thomas G. Turner.
Dyer ledde ett kompani frivilliga från Rhode Island i amerikanska inbördeskriget.

## Senare liv
Elisha Dyer utnämndes till Rhode Islands kommissionär vid den internationella utställningen i London 1871. Han var även direktör för Exchange Bank, andre vice verkställande direktör för Rhode Island Art Association, och var ledamot av United States Agricultural Society och Rhode Island Historical Society. Han var även en aktiv medlem av frimurarorden.
Elisha Dyer avled den 17 maj 1890.
Hans son Elisha Dyer Jr. var guvernör i Rhode Island åren 1897–1900.